# Carol V. Robinson
Pour les articles homonymes, voir Robinson.
Dame Carol Vivien Robinson, née en 1956, est une chimiste britannique. Elle travaille au sein du Laboratoire de chimie physique et théorique à l'Université d'Oxford. 
Carol Vivien Robinson est la première femme à avoir été nommée Professeur de chimie aux universités de Cambridge en 2001 et d'Oxford en 2009.
De 2018 à 2020, elle a été Présidente de la Royal Society of Chemistry dont elle est membre depuis 2004.
En 2013, elle a été nommée Dame commandeur de l'ordre de l'Empire britannique .
En 2015 elle a reçu le prix L'Oréal-Unesco pour les femmes et la science pour avoir développé une méthode utilisant la spectrométrie de masse pour étudier le fonctionnement des protéines, notamment des protéines membranaires, et pour avoir créé la biologie structurale en phase gazeuse,.

## Distinctions, prix
- 2003 - Médaille Biemann de l'American Society for Mass Spectrometry
- 2008 - Christian B. Anfinsen Award
- 2004 - Membre de la Royal Society of Chemistry
- 2010 - Médaille Davy
- 2011 - Prix interdisciplinaire de la Royal Society of Chemistry

- Médaille Aston de la British Mass Spectrometry Society
- FEBS | EMBO Women in Science Award
- 2013 - Dame commandeur de l'ordre de l'Empire britannique
- 2014 - Professeur honoraire de l' Université de Kent, l' Université de York et l' Université de Bristol

- Thomson Medal Award de l'International Mass Spectrometry Foundation
- 2015 - prix L'Oréal-Unesco pour les femmes et la science
- 2017 - Associée de la National Academy of Sciences américaine
- 2018 - Frank H. Field and Joe L. Franklin Award
- 2019 - Prix Novozymes
- 2020 - Médaille d'or Othmer
- 2021 - Médaille d'or 2022 de l'EuChems (European Chemical Society)[8].

- Membre honoraire international de l'American Academy of Arts and Sciences
- 2022 - Franklin Institute Award de chimie

- Prix Louis-Jeantet pour la Médecine